# Андреевский, Николай Степанович
Николай Степанович Андреевский (28.11.1771—21.09.1839) — генерал-майор, участник наполеоновских войн.
Происходил из знатного рода дворян Тверской губернии. Отец — камер-фурьер Степан Степанович Андреевский, мать — Елизавета Тимофеевна Андреевская (урождённая Кардо-Сысоева). Имел двух братьев — Степана и Константина.
Службу он начал в 1790 году в Лейб-гвардии Конном полку вахмистром. В 1801 переведён в Лейб-гвардии Гусарский полк корнетом. В 1805 — ротмистр, за успешную службу и за отличие в сражении сражение под Витебском 13-14 июля 1812 года он произведён в полковники.
Участвовал в:
- войне третьей коалиции (Аустерлицкое сражение)
- войне четвёртой коалиции (Сражение при Гуттштадте, Сражение при Гейльсберге, Сражение при Фридланде)
- Отечественной войне 1812 года (Бой под Островно, сражение под Витебском, сражение при Бородине)
- войне шестой коалиции (сражение при Лютцене, Сражение при Бауцене, Сражение под Кульмом, Би́тва под Ле́йпцигом, Взятие Парижа)

В сражении при Бородине был ранен в правую руку картечью. Особо отличился в сражении при Лютцене, где был вторично ранен пулей в правое плечо:
с двумя эскадронами лейб-гусар, он первый атаковал неприятеля под перекрестными картечными выстрелами и, обратив Французов в бегство, спас тем прусскую батарею, состоявшую из шести орудий, причём сам был тяжело ранен
После смерти генерал-лейтенанта Шевича (убитого под Лейпцигом), в Лейб-гвардии Гусарском полку командира назначено не было, а полком командовали старшие полковники: с начала 1814 года до 16 февраля — полковник Коровкин, а с этого времени до вступления в Париж — полковник Андреевский. Но в Париже, 25 апреля, командиром полка был назначен генерал-майор Левашов.
В 1816 году вышел в отставку в чине генерал-майора с правом ношения мундира.
Похоронен в селе Большой Березуй Зубцовского уезда Тверской гурбернии.

## Награды
- Орден Святой Анны 3-й ст. (за Аустерлицкое сражение) (05.04.1806);
- Орден Святого Владимира 4-й ст. с бантом (за Сражение при Фридланде) (20.05.1808);
- Орден Святой Анны 2-й ст. (за сражение при Лютцене)
- Орден Святого Владимира 3-й ст. (03.06.1813)
- Золотое оружие «За храбрость» (за сражение под Витебском 13-14 июля 1812)
- медаль «В память Отечественной войны 1812 года»
- медаль «За взятие Парижа 19 марта 1814 года»

Иностранные:
- прусский орден Pour le Mérite (8 декабря 1807)[4][5]
- прусский Орден Красного орла 2-й ст. (за Сражение под Кульмом) (1813)
- прусский Кульмский крест (за Сражение под Кульмом) (1813)
- баварский орден Максимилиана Иосифа кавалерский крест

## Семья
Жена: Мария Ивановна, урождённая княжна Щербатова.
У них родились дети: Иван (род. 19.10.1821), Александра (род. 29.5.1823), Николай (род. 18.6.1824), Владимир (род. 26.11.1826), Константин (род. 15.3.1830), Софья (род. 27.4.1831), Фёдор (род. 17.6.1832), Екатерина (род. 15.11.1833), Семён.